# US Pro
US Pro Championships var en av de tre stora professionella tennismästerskapsturneringarna. Den spelades åren 1927–99, på olika platser i östra USA.

## Bakgrund och historia
Eftersom tennisproffsen fram till 1968 var utestängda från tennisens Grand Slam-turneringar, fanns ett behov av egna stora publikdragande evenemang. US Pro var ett sådant och spelades mellan 1927 och 1999. Under en period, mellan 1955 och 1962, spelades turneringen inomhus i Cleveland som US World Professional Championships. Perioden 1964-99 spelades turneringen på the Longwood Cricket Club på Chestnut Hill, Boston, Massachusetts. Från 1968 var turneringen en så kallad Grand Prix-turnering (se mer om begreppet Grand Prix i artikeln ITF), och den var under 1990-talet en av turneringarna på ATP-touren. 
De första två åren segrade Vinnie Richards, amerikansk tennisspelare och promotor som också arrangerade den första turneringen. Bland kända spelare som segrat kan också nämnas Bill Tilden som segrade 1931 och 1935. Ellsworth Vines segrade 1939. Fred Perry tog hem titeln 1938 och 1941 och Donald Budge åren 1940 och 1942. Bland senare mästare kan nämnas Pancho Gonzales som vann turneringen 1953-59 och 1961. Rod Laver vann åren 1964, 1966-69 och Björn Borg 1974-76. Mats Wilander stod som segrare 1985 och 1987.

## Turneringssegrare 1927-67
| År   | Segrare          | Segrare         | Finalmotståndare | Finalmotståndare |
| ---- | ---------------- | --------------- | ---------------- | ---------------- |
| 1927 | Vincent Richards | USA             | Howard Kinsey    | USA              |
| 1928 | Vincent Richards | USA             | Karel Koželuh    | Tjeckoslovakien  |
| 1929 | Karel Koželuh    | Tjeckoslovakien | Vincent Richards | USA              |
| 1930 | Vincent Richards | USA             | Karel Koželuh    | Tjeckoslovakien  |
| 1931 | Bill Tilden      | USA             | Vincent Richards | USA              |
| 1932 | Karel Koželuh    | Tjeckoslovakien | Hans Nüsslein    | Tyskland         |
| 1933 | Vincent Richards | USA             | Frank Hunter     | USA              |
| 1934 | Hans Nüsslein    | Tyskland        | Karel Koželuh    | Tjeckoslovakien  |
| 1935 | Bill Tilden      | USA             | Karel Koželuh    | Tjeckoslovakien  |
| 1936 | Joe Whalen       | USA             | Charles Wood     | USA              |
| 1937 | Karel Koželuh    | Tjeckoslovakien | Bruce Barnes     | USA              |
| 1938 | Fred Perry       | England         | Bruce Barnes     | USA              |
| 1939 | Ellsworth Vines  | USA             | Fred Perry       | England          |
| 1940 | Donald Budge     | USA             | Fred Perry       | England          |
| 1941 | Fred Perry       | England         | Dick Skeen       | USA              |
| 1942 | Donald Budge     | USA             | Bobby Riggs      | USA              |
| 1943 | Bruce Barnes     | USA             | John Nogrady     | USA              |
| 1944 | Spelades inte    | Spelades inte   | Spelades inte    | Spelades inte    |
| 1945 | Welby Van Horn   | USA             | John Nogrady     | USA              |
| 1946 | Bobby Riggs      | USA             | Donald Budge     | USA              |
| 1947 | Bobby Riggs      | USA             | Donald Budge     | USA              |
| 1948 | Jack Kramer      | USA             | Bobby Riggs      | USA              |
| 1949 | Bobby Riggs      | USA             | Donald Budge     | USA              |
| 1950 | Pancho Segura    | Ecuador         | Frank Kovacs     | USA              |
| 1951 | Pancho Segura    | Ecuador         | Pancho Gonzales  | USA              |
| 1952 | Pancho Segura    | Ecuador         | Pancho Gonzales  | USA              |
| 1953 | Pancho Gonzales  | USA             | Donald Budge     | USA              |
| 1954 | Pancho Gonzales  | USA             | Frank Sedgman    | Australien       |
| 1955 | Pancho Gonzales  | USA             | Pancho Segura    | Ecuador          |
| 1956 | Pancho Gonzales  | USA             | Pancho Segura    | Ecuador          |
| 1957 | Pancho Gonzales  | USA             | Pancho Segura    | Ecuador          |
| 1958 | Pancho Gonzales  | USA             | Lew Hoad         | Australien       |
| 1959 | Pancho Gonzales  | USA             | Lew Hoad         | Australien       |
| 1960 | Alex Olmedo      | USA             | Tony Trabert     | USA              |
| 1961 | Pancho Gonzales  | USA             | Frank Sedgman    | Australien       |
| 1962 | Butch Buchholz   | USA             | Pancho Segura    | Ecuador          |
| 1963 | Ken Rosewall     | Australien      | Rod Laver        | Australien       |
| 1964 | Rod Laver        | Australien      | Pancho Gonzales  | USA              |
| 1965 | Ken Rosewall     | Australien      | Rod Laver        | Australien       |
| 1966 | Rod Laver        | Australien      | Ken Rosewall     | Australien       |
| 1967 | Rod Laver        | Australien      | Andres Gimeno    | Spanien          |

## Segrare 1968-99
| År   | Mästare          | Finalmotståndare   | Setsiffror              | Plats                 | Underlag              |
| ---- | ---------------- | ------------------ | ----------------------- | --------------------- | --------------------- |
| 1968 | Rod Laver        | John Newcombe      |                         | Longwood Cricket Club | Gräs                  |
| 1969 | Rod Laver        | John Newcombe      |                         | Longwood Cricket Club | Hard-court?           |
| 1970 | Tony Roche       | Rod Laver          | 3-6, 6-4, 1-6, 6-2, 6-2 | Longwood Cricket Club | Hard-court            |
| 1971 | Ken Rosewall     | Cliff Drysdale     | 6-4, 6-3, 6-0           | Longwood Cricket Club | Hard-court            |
| 1972 | Robert Lutz      | Tom Okker          | 6-4, 2-6, 6-4, 6-4      | Longwood Cricket Club | Hard-court            |
| 1973 | Jimmy Connors    | Arthur Ashe        | 6-3, 4-6, 6-4, 3-6, 6-2 | Longwood Cricket Club | Hard-court            |
| 1974 | Björn Borg       | Tom Okker          | 7-6, 6-1, 6-1           | Longwood Cricket Club | Grus (Har-Tru)        |
| 1975 | Björn Borg       | Guillermo Vilas    | 6-3, 6-4, 6-2           | Longwood Cricket Club | Grus (Har-Tru)        |
| 1976 | Björn Borg       | Harold Solomon     | 6-7, 6-4, 6-1, 6-2      | Longwood Cricket Club | Grus (Har-Tru)        |
| 1977 | Manuel Orantes   | Eddie Dibbs        | 7-6, 7-5, 6-4           | Longwood Cricket Club | Grus (Har-Tru)        |
| 1978 | Manuel Orantes   | Harold Solomon     | 6-4, 6-3                | Longwood Cricket Club | Grus (Har-Tru)        |
| 1979 | Jose Higueras    | Hans Gildemeister  | 6-3, 6-1                | Longwood Cricket Club | Grus (Har-Tru)        |
| 1980 | Eddie Dibbs      | Jose-Luis Clerc    | 6-2, 6-1                | Longwood Cricket Club | Grus (Har-Tru)        |
| 1981 | Jose-Luis Clerc  | Hans Gildemeister  | 0-6, 6-2, 6-2           | Longwood Cricket Club | Grus (Har-Tru)        |
| 1982 | Guillermo Vilas  | Mel Purcell        | 6-4, 6-0                | Longwood Cricket Club | Grus (Har-Tru)        |
| 1983 | Jose-Luis Clerc  | Jimmy Arias        | 6-3, 3-6, 6-0           | Longwood Cricket Club | Grus (Har-Tru)        |
| 1984 | Aaron Krickstein | Jose-Luis Clerc    | 7-6, 3-6, 6-4           | Longwood Cricket Club | Grus (Har-Tru)        |
| 1985 | Mats Wilander    | Martín Jaite       | 6-2, 6-4                | Longwood Cricket Club | Grus (Har-Tru)        |
| 1986 | Andrés Gómez     | Martín Jaite       | 7-5, 6-4                | Longwood Cricket Club | Grus (Har-Tru)        |
| 1987 | Mats Wilander    | Kent Carlsson      | 7-6, 6-1                | Longwood Cricket Club | Grus (Har-Tru)        |
| 1988 | Thomas Muster    | Lawson Duncan      | 6-2, 6-2                | Longwood Cricket Club | Grus (Har-Tru)        |
| 1989 | Andrés Gómez     | Mats Wilander      | 6-1, 6-4                | Longwood Cricket Club | Grus (Har-Tru)        |
| 1990 | Martín Jaite     | Libor Nemecek      |                         | Longwood Cricket Club | Grus (Har-Tru)        |
| 1991 | Andrés Gómez     | Andrei Cherkasov   |                         | Longwood Cricket Club | Grus (Har-Tru)        |
| 1992 | Ivan Lendl       | Richey Reneberg    | 6-3, 6-3                | Longwood Cricket Club | Hard-court (DecoTurf) |
| 1993 | Ivan Lendl       | Todd Martin        | 5-7, 6-3, 7-6           | Longwood Cricket Club | Hard-court (DecoTurf) |
| 1994 | Ivan Lendl       | MaliVai Washington | 7-5, 7-6                | Longwood Cricket Club | Hard-court (DecoTurf) |
| 1995 | Spelades inte    |                    |                         |                       |                       |
| 1996 | Spelades inte    |                    |                         |                       |                       |
| 1997 | Sjeng Schalken   | Marcelo Rios       | 7-5, 6-3                | Longwood Cricket Club | Hard-court (DecoTurf) |
| 1998 | Michael Chang    | Paul Haarhuis      | 6-3, 6-4                | Longwood Cricket Club | Hard-court (DecoTurf) |
| 1999 | Marat Safin      | Greg Rusedski      | 6-4, 7-6(11)            | Longwood Cricket Club | Hard-court (DecoTurf) |